# Persoonia terminalis
Persoonia terminalis (лат.) — редкий кустарник рода Persoonia семейства Протейные (Proteaceae). Растёт в жестколистных лесах в дренированной почве с повышенной кислотностью в восточной Австралии. Достигает высоты 1,5 м и имеет прямой или раскидистый внешний вид. Цветёт жёлтыми цветками летом с декабря по январь. Имеет два подвида, отличающихся длиной листьев.

## Таксономия
Описан Лоуренсом Джонсоном и Питером Уэстоном из Сиднейского Королевского ботанического сада в 1991 году. Типом послужил экземпляр, найденный Уэстоном и Г. Ричардсом 3,4 км южнее Торрингтона на дороге Торрингтон — Эммавил.